# 特定元方事業者
特定元方事業者（とくていもとかたじぎょうしゃ）は、特定事業である建設業、造船業に属する事業の元方事業者（日本の労働安全衛生法第15条第1項の「一の場所」において、請負った仕事の一部を他の請負人に請負わせている事業者（下請負人を使用する元請負人））である。

## 概要
一般的な建設工事・建築工事の請負の場合、元請負業者が該当する。総合建設業者や建築JVが特定元方事業者となる。下請負業者への指導など、現場の労働災害を防止するうえにおいて重要な役割を担う事業者。

## 講ずべき措置
1. 元方事業者は、関係請負人及び関係請負人の労働者[注釈 1]が、当該仕事に関し、労働安全衛生法又はこれに基づく命令の規定に違反しないよう必要な指導を行なわなければならない。（労働安全衛生法第29条第1項）
2. 元方事業者は、関係請負人又は関係請負人の労働者[注釈 1]が、当該仕事に関し、労働安全衛生法又はこれに基づく命令の規定に違反していると認めるときは、是正のため必要な指示を行なわなければならない。（労働安全衛生法第29条第2項）
3. 建設業に属する事業の元方事業者は、以下の場所において関係請負人の労働者が当該事業の仕事の作業を行うときは、当該関係請負人が講ずべき当該場所に係る危険を防止するための措置が適正に講ぜられるように、技術上の指導その他の必要な措置を講じなければならない。（労働安全衛生法第29条の2、労働安全衛生規則第634条の2）
  1. 土砂等が崩壊するおそれのある場所（労働安全衛生規則第361条、第534条）
  2. 土石流が発生するおそれのある場所（労働安全衛生規則第575条の9から第575条の16まで）
  3. 機械等が転倒するおそれのある場所（労働安全衛生規則第175条、第173条、第349条、クレーン等安全規則第70条の3、第70条の4）
  4. 架空電線の充電電路に近接する場所であって、当該充電電路に労働者の身体等が接触し、又は接近することにより感電の危険が生ずるおそれのあるもの（労働安全衛生規則第349条）
  5. 埋設物等又はれんが壁、コンクリートブロック塀、擁壁等の建設物が損壊する等のおそれのある場所（労働安全衛生規則第362条）
4. 特定元方事業者は、その労働者及び関係請負人の労働者の作業が同一の場所において行われることによって生ずる労働災害を防止するため[注釈 2]、次の事項の必要な措置を講じなければならない。（労働安全衛生法第30条、第120条第1項、第122条及び、労働安全衛生規則第635条から第642条の3まで） 
  1. 協議組織[注釈 3]の設置及び運営を行うこと。
  2. 作業間の連絡及び調整を行うこと。
  3. 作業場所を巡視すること。
  4. 関係請負人が行う労働者の安全又は衛生のための教育に対する指導及び援助[注釈 4]を行うこと。
  5. 建設業に属する事業の元方事業者にあつては、工程表等[注釈 5]の仕事の工程に関する計画[注釈 6]及び作業場所における主要な機械[1]、設備[注釈 7]及び作業用の仮設の建設物[注釈 8]の配置に関する計画を作成するとともに、当該機械、設備等を使用する作業に関し関係請負人がこの法律又はこれに基づく命令の規定に基づき講ずべき措置についての指導[注釈 9]を行うこと。
  6. 前各号に掲げるもののほか、当該労働災害を防止するため必要な事項。
    1. クレーン等[注釈 10]の運転についての合図の統一
    2. 事故現場等[注釈 11]の標識の統一等
    3. 有機溶剤等の容器の集積箇所の統一
    4. 警報の統一等
    5. 避難等の訓練の実施方法等の統一等[注釈 12]
    6. 周知のための資料の提供等[注釈 13][注釈 14]

労働安全衛生法第15条第1項の「一の場所」の範囲の例（労働安全衛生法および同法施行令の施行について  昭和47年09月18日 基発第602号）
建設業関係
建築工事関係
ビル建設工事 当該工事の作業場の全域
鉄塔建設工事 当該工事の作業場の全域
送配電線電気工事 当該工事の工区ごと
変電所又は火力発電所建設工事 当該工事の作業場の全域
土木工事関係
地下鉄道建設工事 当該工事の工区ごと
道路建設工事 当該工事の工区ごと
ずい道建設工事 当該工事の工区ごと
橋りよう建設工事 当該工事の作業場の全域
水力発電所建設工事
堰堤工事の作業場の全域水路ずい道工事の工区ごと
発電所建設工事の作業場の全域

造船業関係
船殻作業場の全域、艤装又は修理作業場の全域、造機作業場の全域、又は造船所の全域

## 事業開始報告
特定元方事業者（下請負人を使用する建設業、造船業に属する事業の元請負人）及び労働安全衛生法第30条第2項後段の定めにより指名された事業者（特定事業を行わない特定元方事業者（仕事をしない元請負人）から主要部分を請負った下請負人）は、特定元方事業者の労働者及び関係請負人の労働者が、同一の場所において作業が行われるとき（元請負人が下請負人を使用するとき）は、当該作業の開始後、遅滞なく、当該場所を管轄する労働基準監督署長に特定元方事業者の事業開始報告を提出しなければならない。（労働安全衛生法第100条第1項、第120条第5項、第122条、労働安全衛生規則第664条）

## 義務者及び違反の実行行為者
労働安全衛生法における主たる義務者である事業者とは、法人企業であれば当該法人(法人の代表者ではない。)、個人企業であれば事業経営主を指している。
これは、従来の労働基準法上の義務主体であった使用者と異なり、事業経営の利益の帰属主体そのものを義務主体としてとらえ、その安全衛生上の責任を明確にしたものである。
なお、法違反があった場合の罰則の適用は、労働安全衛生法第122条に基づいて、当該違反の実行行為者たる自然人（この場においては、「法人の代表者又は法人若しくは人の代理人、使用人その他の従業者」）に対しなされるほか、事業者たる法人または人に対しても各本条の罰金刑が課せられることとなることは、従来と異なるところはない。
- 労働安全衛生法第30条第1項若しくは第4項の規定に違反した者は、50万円以下の罰金（労働安全衛生法第120条）
- 労働安全衛生法第100条第1項又は第3項の規定による報告をせず、若しくは虚偽の報告をし、又は出頭しなかった者は、50万円以下の罰金（労働安全衛生法第120条）

## 責任者の選任
労働安全衛生法第15条第1項、第30条第2項の前段又は後段の事業者は、当該現場の安全衛生を確保するために統括安全衛生責任者、元方安全衛生管理者、店社安全衛生管理者などの選任を行う必要があり、現場での従事人員などによって区分がされている。